# Storstadsradion
Storstadsradion var ett radioprojekt i Stockholm, som började sända den 30 januari 1994. På frekvensen 107,5 skulle en kommersiell kanal med akutalitetsprogram och mycket sport sändas dygnet runt, bland annat sände man från Världsmästerskapet i ishockey för herrar 1994 i Italien. Kända radioprofiler värvades men både publiken och intäkterna uteblev, varför stationen redan den 17 juni 1994 gick i konkurs . Dyra sändningsrättigheter köptes in till sportevenemang som tidigare enbart kunnat höras i Sveriges radios kanaler. 
Storstadsradion blev den första svenska kommersiella radiostationen att läggas ner. De massiva satsningarna på påkostad talat innehåll hade svårt att attrahera några större lyssnarskaror i den hårt konkurrensutsatta stockholmsetern. 
På denna frekvens sänds idag Studio 107,5 som ägs av SBS Radio. Under årens lopp har även Studio 107,5, Sky Radio, Classic FM, E-FM och Easy FM inder olika perioder legat på frekvensen.